# Pristimantis ridens
Pristimantis ridens es una especie de anfibio anuro antiguamente clasificado en la familia Craugastoridae. Pero se ha separado a la familia Strabomantidae.

## Distribución
Esta especie habita desde los 15 a 1800 m de altitud:
- en el este de Honduras;
- en Nicaragua;
- en Costa Rica;
- en Panamá;
- en Colombia en los departamentos de Chocó y Valle del Cauca;
- en el noreste de Ecuador.[5]

## Publicación original
- Cope, 1866 : Fourth contribution to the herpetology of tropical America. Proceedings of the Academy of Natural Sciences of Philadelphia, vol. 18, p. 123-132[6]